# Herb Bukowna
Herb Bukowna – jeden z symboli miasta Bukowno w postaci herbu.

## Wygląd i symbolika
Herb przedstawia na tarczy trójdzielnej w polu pierwszym, srebrnym młotek czarny skrzyżowany z takąż łyżką hutniczą płonącą, w polu drugim złotym gałązka bukowa zielona, pole trzecie błękitne.
Narzędzia hutnicze w herbie nawiązują do przemysłowego charakteru Bukowna jako ośrodka hutnictwa. Barwa żółta w drugim polu symbolizuje złoża piasku oraz Pustynię Starczynowską. Gałązka bukowa nawiązuje do nazwy miasta. Błękit w dolnym polu symbolizuje przepływającą przez Bukowno Sztołę.